# 钱蒲
钱蒲（学名：Juncus leschenaultii）为灯心草科灯心草属下的一个种。

## 扩展阅读
- 維基物種上的相關：钱蒲